# Eupithecia millefoliata
Eupithecia millefoliata là một loài bướm đêm thuộc họ Geometridae. Loài này được tìm thấy ở châu Âu.
Sải cánh dài ca. 21 mm. The moths gặp ở tháng 6 đến tháng 7 tùy theo địa điểm.
Ấu trùng ăn Achillea millefolium.